# Shi Pingmei
Pingmei Shi ou Shi Pingmei (石 评 梅; Taiyuan, 20 de setembro de 1902 - Pequim, 30 de setembro de 1928) foi uma escritora chinesa. Ela foi considerada uma das quatro mulheres famosas por suas contribuições à literatura chinesa moderna no início da República da China.

## Biografia
Shi nasceu em Taiyuan em 1902 no condado de Pingding, província de Shanxi. Desde cedo ela foi excepcional. Ela iria memorizar livros inteiros. Seu pai não concordou que, para que se mantivessem virtuosas, as mulheres deveriam ser mantidas ignorantes e mandou sua filha para a escola em Taiyuan. Ela estudou na capital da província de Shanxi até os 18 anos, quando se formou na Escola de Ensino para Mulheres de Taiyuan. Os custos de sua educação eram pequenos, pois não eram cobradas taxas para alunos excepcionais. A escola foi iniciada por Lü Bicheng.
Ela se interessou por política e por isso mudou-se para Pequim e matriculou-se no Women's Teaching College. Na verdade, ela se formou em educação física porque não havia curso naquele ano para literatura.
Depois que ela deixou os estudos, ela teve uma vida agitada. Ela escreveu poesia romântica e se tornou uma escritora popular sobre ideias e marxismo. Sua vida amorosa foi trágica. Ela foi levada a jurar seu amor eterno a um homem casado. Quando ela conheceu outro homem, Gao Junyu, ela se sentiu em condições de aceitar suas propostas, tendo aceitado apenas a amizade. Ele era da mesma província da China e foi membro fundador do partido comunista chinês. Gao Junyu também era um comunista devoto e era casado. Eles se encontraram posteriormente e Gao Junyu se divorciou de sua esposa. A única prova de amor que ela aceitou foi um anel de marfim que combinava com o que ele usava. Ele morreu quando ela tinha 23 anos e nos três anos seguintes ela foi ao Pavilhão Taoran, onde foi enterrado. Ela também tinha uma amizade agora famosa com colegas os escritores Lu Yin e Lu Jingqing. Ambos os amigos foram muito próximos dela durante sua vida com uma intimidade que é semelhante ao amor heterossexual. Todos os três aparecem no livro de Lu Yin e atuam como narradores da história ficcional de Shi Pingmei.
Shi morreu em 1928 e passou a ser considerada na República da China como uma das quatro mulheres chinesas mais talentosas com Lü Bicheng, Eileen Chang e Xiao Hong. Após sua morte, sua amiga Lu Yin escreveu um romance baseado em sua história de amor chamada "Anéis de Marfim". Esta história foi recontada em um livro e um filme. Os túmulos de Gao Junyu e Shi foram um local de peregrinação para jovens casais e grupos depois que sua história foi publicada.